# Pedro Zúazu
Juan Pedro Zúazu (ur. ? – zm. ?) – urugwajski piłkarz grający podczas kariery na pozycji pomocnika. 

## Kariera klubowa
Pedro Zúazu podczas piłkarskiej kariery występował w Nacionalu Montevideo. 

## Kariera reprezentacyjna
W reprezentacji Urugwaju Pedro Zúazu występował w latach 1907-1910. W reprezentacji zadebiutował 15 sierpnia 1907 w przegranym 1-2 meczu z Argentyną, którego stawką było Copa Lipton. 
W 1910 został powołany na pierwszą, jeszcze nieoficjalną edycję Mistrzostw Ameryki Południowej, który wówczas nazywał się Copa Centenario Revolución de Mayo 1910. Na turnieju w Buenos Aires Zúazu wystąpił w obu meczach z Chile i Argentyna. Ostatni raz w reprezentacji Zúazu wystąpił 27 listopada 1910 w wygranym 6-2 meczu z Argentyną, którego stawką było Gran Premio de Honor Argentino. Ogółem w barwach celestes wystąpił w 10 meczach. 
| Mecze i gole w reprezentacji | Mecze i gole w reprezentacji | Mecze i gole w reprezentacji | Mecze i gole w reprezentacji | Mecze i gole w reprezentacji | Mecze i gole w reprezentacji | Mecze i gole w reprezentacji |
| #                            | Data                         | Miasto                       | Przeciwnik                   | Gol                          | Wynik                        | Rozgrywki                    |
| ---------------------------- | ---------------------------- | ---------------------------- | ---------------------------- | ---------------------------- | ---------------------------- | ---------------------------- |
| 1.                           | 15.08.1907                   | Buenos Aires                 | Argentyna                    |                              | 1:2                          | Copa Lipton                  |
| 2.                           | 06.10.1907                   | Montevideo                   | Argentyna                    |                              | 1:2                          | Copa Newton                  |
| 3.                           | 04.10.1908                   | Buenos Aires                 | Argentyna                    |                              | 1:0                          | Gran Premio                  |
| 4.                           | 15.08.1909                   | Buenos Aires                 | Argentyna                    |                              | 1:2                          | Copa Lipton                  |
| 5.                           | 19.09.1909                   | Montevideo                   | Argentyna                    |                              | 2:2                          | Copa Newton                  |
| 6.                           | 10.10.1909                   | Buenos Aires                 | Argentyna                    |                              | 1:3                          | Gran Premio                  |
| 7.                           | 29.05.1910                   | Buenos Aires                 | Chile                        |                              | 3:0                          | Copa Centenario              |
| 8.                           | 12.06.1910                   | Buenos Aires                 | Argentyna                    |                              | 1:4                          | Copa Centenario              |
| 9.                           | 13.11.1910                   | Buenos Aires                 | Argentyna                    |                              | 1:1                          | Gran Premio                  |
| 10.                          | 27.11.1910                   | Buenos Aires                 | Argentyna                    |                              | 6:2                          | Gran Premio                  |